# 2021年6月逝世人物列表
2021年逝世人物列表：1月 - 2月 - 3月 - 4月 - 5月 - 6月 - 7月 - 8月 - 9月 - 10月 - 11月 - 12月
2021年6月逝世人物列表，是用于汇总2021年6月期间逝世人物的列表。

## 依日期排序

### 30日
- 王镇恒，90岁，中国茶学家，原安徽农学院（现安徽农业大学）党委书记（1983年-1991年）。[1]
- 陈连村，96岁，中國人，慰安妇制度幸存者，曾出镜纪录片《二十二》。[2]
- 大島康德（日語：大島 康徳），70歲，日本棒球運動員，曾任日本火腿總教練，死於大腸癌。[3]
- 陳志帆，33歲，台灣彰化縣消防局彰化市東區分隊消防員，在彰化喬友大樓火災中因氧氣瓶耗盡窒息殉職。[4]

### 29日
- 薛禹群，89岁，中国水文地质学家，中国科学院院士。[5]
- 韩鸿勋，91岁，中国政治人物，舟山市人民政府原副秘书长。[6]
- ，88岁，美國政治人物，曾任国防部长等職，死于多发性骨髓瘤。[7]
- 曾占平少将，72岁，中国军事人物，原中国人民解放军总参谋部电子对抗部部长（2003年-2008年），第十一届全国人民代表大会代表。[8]

### 28日
- 刘秀荣，86岁，中国京剧表演艺术家，中国政协第九、十届委员，国家京剧院艺术指导委员会顾问，中国戏曲学院荣誉教授。[9]
- 劳伦·贝兰特（英語：Lauren Berlant），63岁，美国批判思想家，美国文理科学院院士，死於癌症。[10]

### 27日
- 高尚全，92岁，中国经济人物，原中国国家体改委副主任、中国经济体制改革研究会原会长。[11]
- 姜景山，85岁，中国微波遥感技术专家，中国工程院院士，中国科学院国家空间科学中心研究员。[12]
- 中西宏明（日語：中西 宏明），75歲，日本企業家，曾任日立製作所總經理、董事長，以及經團連會長等職，死於淋巴瘤。[13]

### 26日
- 米尔·哈扎尔·汗·霍索（英语：Mir Hazar Khan Khoso），91岁，巴基斯坦法官、政治人物，巴基斯坦前看守政府总理（2013年）。[14]
- 陳守信，85歲，台灣物理學家，曾任美國麻省理工學院核子科學與工程學系教授，獲終身成就獎，中央研究院第26屆院士。[15]

### 25日
- 阮文立（1927年—2021年6月25日），94岁，希臘裔越南軍事人物，原名科斯塔斯·萨兰蒂蒂斯（希臘語：Κώστας Σαραντίδης），曾加入越南獨立同盟會的軍隊，參與第一次印度支那戰爭[16][17][18]。

### 24日
- 貝尼格諾·阿基諾三世（英語：Benigno Aquino III），61歲，菲律賓政治人物，2010年至2016年擔任菲律賓總統。[19]
- 陳善謙，95歲，南越政治人物，前越南共和國總理（1969－1975）。[20]
- 陈燊，99岁，中国社科院荣誉学部委员，俄苏文学专家。[21]
- 斯蒂芬·邓恩（英語：Stephen Dunn），82岁，美国诗人和教育家，曾获普利策诗歌奖。[22]

### 23日
- ，75歲，英裔美國程序員、商人和政治家，防毒軟體McAfee的創辦人，在西班牙監獄上吊自殺。[23][24]
- 米爾恰·波佩斯庫（Mircea Popescu），41歲，羅馬尼亞（另一說波蘭）億萬富豪、比特幣早期投資者，溺水身亡。[25][26]
- 勒內·西爾維斯特（法語：René Sylvestre），58歲，海地共和國法學家和律師，2019年2月起出任海地最高法院院長，因2019冠狀病毒病身亡。[27]
- 沈桂芳，89岁，中国农业科学院原党组书记、第一副院长。[28]

### 22日
- 林富士，60歲，台灣歷史學家，筆名林翎，中央研究院歷史語言研究所特聘研究員。[29]

### 21日
- 烏斯曼·卡卡（英语：Usman Kakar），59岁，巴基斯坦政治人物和议员（2015-2021）。[30]
- 杨茂嘉，89岁，中国政治人物，青海省原人大常委会副主任（1983年-1998年）。[31]
- 梅遜，96歲，本名楊品純，台灣作家，代表作《串場河傳》。[32]

### 20日
- 王运庆，62岁，中华人民共和国导演，江苏卫视《最强大脑》总导演。[33][34]
- 高鳳仙，65岁，中華民國司法、政治人物，曾任法官、監察院第四、五屆監察委員。[35]
- 嘉道理爵士夫人（英語：Betty, Lady Kadoorie），68歲，香港名媛和慈善家，米高·嘉道理爵士的妻子。[36]
- 苏和，74岁，内蒙古自治区阿拉善盟原政协主席，“时代楷模”获得者（2014年）。[37]
- 李清林，77岁，中国政治人物，中共河南省委原副书记，中国法学会原副会长。[38]
- 辛子陵，86岁，中国作家。[39]。

### 19日
- 吳岱穎，45歲，台灣詩人、建國中學國文教師，曾獲「第四屆林榮三文學獎．新詩獎首獎」。[40]
- 高凯，56岁，中国历史地理学者、郑州大学历史学院教授。[41]
- 劉晟，88歲，筆名容若，香港著名報人，粵語正字專家。[42]
- 艾萨克·福拉·阿拉德（英语：Isaac Fola-Alade），87歲，尼日利亚建築師，設計奈及利亞拉各斯的1004住宅区，當時同類建築中最大的住宅區[43]。

### 18日
- 鲁本·平松（西班牙語：Rubén Pinzón），57岁，巴拿马体育记者。[44]
- 米尔哈·辛格（英語：Milkha Singh），91岁，印度前田径运动员。[45]
- 詹皮耶罗·博尼佩尔蒂（義大利語：Giampiero Boniperti），92岁，意大利著名足球运动员。[46]
- 夏漢民，89岁，台灣機械工程學者，曾任國立成功大學校長，中華民國行政院國家科學委員會主任委員。[47]
- 劉大鵬，69歲，台灣京劇鼓師。[來源請求]

### 17日
- 许渊冲，100岁，中国著名翻译家，翻译文化终身成就奖获得者（2010年）。[48]
- 肯尼思·卡翁达（英語：Kenneth David Kaunda），97岁，赞比亚首任总统，死於肺炎。[49][50]

### 16日
- 長青，76歲，本名吳新三，台灣男演員，《天天開心》主持（12年）、曾演出《傻女婿》、《鳥來伯與十三姨》。[51][52]
- 周慶峻，77歲，臺灣商人、社會活動人士、中華愛國同心黨主席，罹患嚴重特殊傳染性肺炎病逝。[53]
- 黄熙龄，94岁，中国岩土工程专家，中国工程院院士。[54]
- 万斯·特林布尔（英语：Vance Trimble），107岁，美国记者，普利策奖获得者（1960年）。[55]
- 常振铮，91岁，中国教育家，曾任北京广播学院（现中国传媒大学）院长（1983年-1993年）。[56]

### 15日
- 张计发，95岁，中國軍事人物，曾任中国人民志愿军第15军45师135团7连连长，电影《上甘岭》连长原型[57]。
- 張立傑，77岁，台灣政治人物，前台中市議員。[58]
- 弗拉基米尔·沙塔洛夫 （俄語：Владимир Александрович Шаталов），93岁，前苏联宇航员，完成了世界上首次载人飞船太空对接。[59][60]
- 文斯·斯特克勒（英语：Vince Steckler），62岁，前Avast安全软件公司CEO（2009年-1019年），Nord Security独立董事会成员，死於车祸。[61]

### 14日
- 恩里克·博拉尼奧斯（西班牙語：Enrique Nicolas Bolaños Geyer），93歲，尼加拉瓜政治人物，前總統（2002－2007）。[62]
- 王秋華，95歲，台灣女性建築師，被譽為「台灣圖書館建築之母」[63][64]。
- 马尔基斯·基多，36歲，前印尼羽毛球運動員，2008年奧運羽毛球雙打項目金牌得主，心臟病猝逝。[65]

### 13日
- 黄复生，89岁，昆虫学家，中国科学院动物研究所研究员，《中国动物志 昆虫纲 第十七卷 等翅目》、《西藏昆虫》、《中国古代动物名称考》等书籍主编，《中华大典·生物学典·动物分典》副主编。
- 楊懷定，绰号“楊百萬”，71歲，中國證券交易市場知名投資者[66][67][68]。
- 尼德·巴蒂（英語：Ned Beatty），83歲，美國資深演員，《玩具總動員3》中為「熊抱哥」配音，辭世。[69]
- 苏东水，91歲，中國經濟學者，复旦大学首席教授、博士生导师。[70]

### 12日
- 林汝为，89岁，中国编剧、导演。[71]
- 马尔科·马西埃尔（葡萄牙語：Marco Maciel），80岁，巴西政治人物，前副总统（1995年-2003年）。[72]
- 陈济生，93岁，中国水利专家，长江水利委员会长江科学院原院长（1983年-1993年）。[73]

### 11日
- 李慶雲，94歲，臺灣醫師，國立臺灣大學醫學院名譽教授，發展出李氏麻疹疫苗、李氏日本腦炎疫苗，被譽為台灣疫苗之父。[74]
- 林雲雀，53歲，臺灣經濟學者，宜蘭大學應用經濟系副教授。[75]
- 张左己，76岁，中国政治人物，黑龙江省省长（2003年-2007年），第十一届、十二届全国政协常委。[76]
- 赵建魁，94岁，中国军事人物，中国人民解放军后勤学院副院长。

### 10日
- 王毓宝，95歲，中国曲艺表演艺术家，天津时调创始人，国家级非物质文化遗产代表性传承人。[77]
- 閻長貴，84歲，中國學者，曾任江青秘書、《求是》雜誌社編審。[78]
- 梁增鏢，80歲，中國政治人物，原大連市人大常委會副主任。[79]

### 9日
- 戈特弗里德·波姆（德語：Gottfried Böhm），101歲，德国建筑师，1986年普利兹克奖得主。[80]
- 李作璧，57歲，中國政治人物，甘肅省白銀市景泰縣縣委書記，自殺身亡[81][82]。
- 林芳怡，56歲，台灣作家、建築媒體工作者，曾任教於東海大學建築系，死於COVID-19。[83][84]
- 钱绍武，93岁，中国雕塑家，中国工艺美术学会雕塑专业委员会名誉主任。[85]
- 辛西亞·哈格雷夫（英語：Cynthia Hargrave），64歲，美國編劇兼製片人。[86]

### 7日
- 苏毅然，102歲，中國政治人物，曾任中共山东省委书记、中共中央顧問委員會委员。[87]
- 柳想铁（韓語：유상철），49岁，韩国職業足球运动员，前韩国国家足球队员，死於胰腺癌。[88]
- 王永珍，49岁，中國政治人物，原复旦大学数学科学学院党委书记，遇刺身亡。[89]

### 6日
- 根岸英一（日語：根岸 英一），85歲，日本化学家、2010年諾貝爾化學獎得主。[90]
- 易小文，65歲，台灣資深記者，確診感染2019冠狀病毒病，輕生[91][92][93]。
- 黃宜弘，82歲，香港政治人物，前香港立法會議員，死于癌症。[94]
- 陶仲为，96岁，中国呼吸病学专家，山东省立医院终身教授。[95]
- 何克抗，84岁，中国教育家，原中国教育技术协会学术委员会主任，北京师范大学教授、东北师范大学荣誉教授。[96]

### 4日
- 达维德·杜什曼（英语：David Dushman），98歲，蘇聯軍人，曾參與1945年納粹德國奧斯威辛集中營解放行動最後在世者。[97]
- 理查德·恩斯特（德語：Richard Robert Ernst），87岁，瑞士化学家，诺贝尔化学奖得主（1991年）。[98]
- 克拉倫斯·威廉斯（Clarence Williams III），81歲，美國黑人男演員，代表作是70年代經典美國犯罪劇集《雌虎雙雄》（The Mod Squad）。結腸癌。[99][100][101][102]
- 趙維雄，61歲，國立東華大學應用數學系教授。[103]
- 陽國榮，45歲，桃園市復興區澤仁里長。[104]

### 3日
- 拿督符杰新，78歲，馬來西亞法界人物，沙巴州律政司（1986年－1999年）。[105]
- 谢荣，100岁，中国麻醉学家、医学教育家，中国现代麻醉学的开拓者和奠基人。[106]
- 阿内罗德·贾格纳特爵士（英語：Sir Anerood Jugnauth），91岁，毛里求斯政治人物，毛里求斯总理（1982年－1995年；2000年－2003年；2014年－2017年）及总统（2003年－2012年）。[107]
- 辛明，73岁，中國表演艺术家，电影电视制片人，一级演员。[108]
- 厄尼·里夫利（英語：Ernie Lively），74歲，美國男演員。死於心臟病。[109]

### 2日
- 埃里克·莫布利（英語：Eric Mobley），51岁，美国前NBA籃球運動員，死於癌症。[110]
- 杨志海，82岁，中国政治人物，中国轻工业联合会原副会长（2001年-2011年），中国工业合作协会名誉理事长，第十届全国政协委员。[111]
- 林明德，89歲，台灣歷史學者，專研日本史與中國近代史，曾任中央研究院近代史研究所研究員，台灣師範大學歷史系主任。曾獲日本旭日中綬章。[112]

### 1日
- 邢荣显（英语：Hsing Yin Shean），63歲，馬來西亞政治人物，民主行動黨人，1986至1990年間曾任丹绒亞路國會議席（英语：Tanjong Aru (federal constituency)）議員。死於新冠肺炎。[113]
- 丹斯里林國榮，75歲，馬來西亞人，林國榮創意科技大學創辦人。[114]
- 阿梅迪奥·迪·萨伏依·奥斯塔（義大利語：Amedeo di Savoia-Aosta），77歲，義大利王室貴族。[115]
- 夏玟，87岁，笔名艾珉，中国法语翻译家[116]。
- 朱塞佩·佩里诺（義大利語：Giuseppe Perrino），29歲，意大利職業足球運動員，效力帕爾馬足球會，死於突發性心臟病。[117]
- 黃英吉，86歲，台灣教育家，花蓮縣私立四維高級中學董事長。[118]